# Prix de la photographie appliquée
Le Prix de la photographie appliquée, étendu à la mode et la publicité en 2006, est attribué depuis 1985. C'est l'un des Infinity Awards, décerné par le Centre international de la photographie.

## Liste des lauréats
- 1985 : Sarah Moon
- 1987 : Jay Maisel
- 1988 : Guy Bourdin
- 1989 : Joyce Tenneson
- 1990 : Annie Leibovitz
- 1991 : Herb Ritts
- 1992 : Oliviero Toscani
- 1993 : Geof Kern
- 1994 : Bruce Weber
- 1995 : Josef Astor
- 1996 : Wolfgang Volz
- 1997 : David LaChapelle
- 1998 : Inez van Lamsweerde et Vinoodh Matadin
- 1999 : Julius Shulman
- 2000 : Hubble Heritage Project
- 2001 : Philip-Lorca diCorcia
- 2002 : RJ Muna
- 2003 : Thái Công
- 2004 : Alison Jackson (en).
- 2005 : Deborah Turbeville
- 2006 : Steven Meisel
- 2007 : Gap
- 2008 : Craig McDean
- 2009 : Tim Walker
- 2010 : Daniele Tamagni
- 2011 : Viviane Sassen
- 2012 : Maurice Scheltens et Liesbeth Abbenes
- 2013 : Erik Madigan Heck
- 2014 : Steven Klein